# Encyklopedia PWN (sito web)
Encyklopedia PWN è un'enciclopedia online polacca, offerta gratuitamente e senza registrazione, con contenuti dell'editore Wydawnictwo Naukowe PWN, casa editrice un tempo statale ed in seguito divenuta privata che già da decenni pubblica enciclopedie, dizionari e manuali.
La pagina principale dell'enciclopedia presenta un frammento del contenuto dell'enciclopedia sotto forma di un modesto calendario, contenente i collegamenti alle voci, e presenta anche una foto selezionata, uno slogan e una curiosità, sotto forma di domanda e risposta. Questi contenuti cambiano ad ogni visualizzazione di pagina. La ricerca dei termini è possibile utilizzando l'elenco o la finestra del motore di ricerca.